# Diar
Diar var enligt Snorre Sturlassons Ynglingasaga en av de tolv tempelprästerna i Asgård, det vill säga asarna. Namnet, som i en vers av skalden Kormak Ögmundarson också förekommer i betydelsen "gudar", är enligt Sophus Bugge lånord från det iriska día, gud.